# 農水産業協同組合貯金保険機構
農水産業協同組合貯金保険機構（のうすいさんぎょうきょうどうくみあいちょきんほけんきこう）は、1973年9月、農水産業協同組合貯金保険法に基づき設立された認可法人。農業協同組合などに貯金保険を提供する等、貯金者等の保護と信用秩序の維持を主な目的とする。
出資比率は、半分を保護対象の農協等が出資し4分の1を日本銀行、残りの4分の1を日本政府が出資している。
預金保険機構の提供する預金保険と独立の制度にしている理由は、農協などが、信用事業の他に共済事業や農産物などの流通などの経済事業を行っているためリスク構造が異なること、保護対象が組合員であることである。当項目では以下当機構の提供する制度を貯金保険制度とし、預金保険機構の制度を預金保険制度とする。
なお、農協等の経営悪化に備える機構としては、農林中央金庫及び特定農水産業協同組合等による信用事業の再編及び強化に関する法律に基づく相互支援のための経営監視と資金支援等を行う指定支援法人（農協にはJAバンク支援協会、漁協にはJFマリンバンク支援協会）がおかれ、連携して破綻に備える。まずは、指定支援法人の援助が優先され、貯金保険の投入は限られており、破綻処理が行われるときでも指定支援法人内におかれた基金により全額保護が行われる事がある。

## 貯金保険制度
基本的に、保護範囲の金額も含めほぼ預金保険制度と同等である。
保険料率は大型の破綻が相次いだ預金保険制度と比較すると低率で預金保険制度が2011年度は一般預金0.082%であったのに対し、貯金保険制度では一般貯金0.014%であった。
破綻処理の方法には資金援助方式と保険金支払方式がある。いずれの場合も貯金が一部カットされることがある。

### 資金援助方式
破綻した農協等を救済合併する農協等に対してペイオフ相当の額の資金援助を行う方式である。
- 債務超過と認める場合
- 貯金等の払戻しを停止するおそれがあると認める場合
- 貯金等の払戻しを停止した場合
- 農水産業協同組合からの申出を受けて債務超過が生ずるおそれがあると認める場合

のいずれかでありかつ
- 当該農水産業協同組合の業務の運営が著しく不適切であること
- 当該農水産業協同組合について、合併等が行われることなく、その業務の全部の廃止　または解散が行われる場合には、当該農水産業協同組合が業務を行っている地域または分野における資金の円滑な需給及び利用者の利便に大きな支障が生ずるおそれがあること

のいずれかの条件がある場合管理人（預金保険制度の場合の金融整理管財人相当）が選任される。その後民事再生手続を申し立て、救済組合への合併、もしくは信用事業の一部譲渡が進められる。そして、その合併もしくは譲渡先に資金援助が行われ、不良資産は整理回収機構もしくは農林系債権回収会社である系統債権管理回収機構に売却される
現状、いわゆるペイオフ解禁後破綻した大原町農協（勝英農業協同組合に付保貯金移転）も含め、全て資金援助とJAバンク支援基金等の援助により貯金は全額保護されている。

### 保険金支払方式
機構が直接貯金保険金を払う方式である。
このときは破産手続きにより金融機能が消滅する。
- 第一種保険事故 - 農水産業協同組合の貯金等の払戻しの停止
- 第二種保険事故 - 農水産業協同組合の解散の議決に係る認可、破産手続開始の決定、解散命令、または法定組合員数に満たないために法定解散

### 危機対応
危機対応は、農水産業協同組合貯金保険法第97条1項に定められている。
農水産業協同組合貯金保険法第97条1項
1. 農水産業協同組合（次号に掲げる農水産業協同組合を除く。）　当該農水産業協同組合の自己資本の充実のために行う機構による優先出資の引受け等（以下この章において「第一号措置」という。）
2. 経営困難農水産業協同組合又はその財産をもつて債務を完済することができない農水産業協同組合　当該農水産業協同組合の保険事故につき保険金の支払を行うときに要すると見込まれる費用の額を超えると見込まれる額の資金援助（以下この章において「第二号措置」という。）

第一号措置は、預金保険法102条の1号措置(資本増強)に相当し、第二号措置は預金保険法102条の2号措置(特別資金援助,ペイオフ凍結)に相当する。

## 加入対象
- 農林中央金庫
- 信用農業協同組合連合会
- 農業協同組合
- 信用漁業協同組合連合会
- 漁業協同組合